# Olof Wijksgatan
Olof Wijksgatan är en gata i stadsdelen Lorensberg i Göteborg. Den är cirka 405 meter lång och sträcker sig från Södra Vägen till Lyckans väg.
Gatan fick sitt namn år 1914 efter affärsmannen, donatorn och politikern Olof Wijk.